# 埃爾羅薩里奧 (卡拉索省)
埃爾羅薩里奧（西班牙語：El Rosario），是尼加拉瓜的城鎮，位於該國西部，由卡拉索省負責管轄，始建於1848年，面積14平方公里，海拔高度455米，2005年人口5,317，人口密度每平方公里379.79人。
11°50′N 86°10′W / 11.833°N 86.167°W